# Guettarda argentea
Guettarda argentea är en måreväxtart som beskrevs av Jean-Baptiste de Lamarck. Guettarda argentea ingår i släktet Guettarda och familjen måreväxter. Inga underarter finns listade i Catalogue of Life.